# 검은줄무늬카푸친
검은줄무늬카푸친(Sapajus libidinosus)는 남아메리카에 사는 카푸친의 일종이다. 턱수염카푸친으로도 알려져 있다. 유인원이 아닌 영장류 중에서, 야생에서 도구를 사용하는 것으로 기록된 첫 번째 종으로서, 이 원숭이들은 하나의 돌 모루에 그것들을 올려 놓고, 다른 큰 돌로 내려 쳐서 견과를 깨트리는 모습이 관찰된 바 있다. 검은줄무늬카푸친은 전통적으로 검은머리카푸친의 아종으로 간주되어 왔다. 반면에, C. libidinosus를 포함한 남부 종들은 가끔 다른 종들, 아자래카푸친(C. cay, 이명 C. paraguayanus)으로 간주되기도 한다.
검은줄무늬카푸친은 브라질의 카팅가, 세하도, 판타나우, 파라과이의 숲과 산림 지대 그리고 멀리 볼리비아와 아르헨티나 북부에서 발견된다. 검은줄무늬카푸친의 아종 중 하나인, 분류명 juruanus에는 혼란스러운 점이 일부 있다. 이 종은 주루아 강 상류의 동쪽에서 마투 그로수 남쪽까지 나타나거나, 반대로 주루아 강 상류 근처 지역에 완전히 제한적으로 나타나는 것으로 간주되어 왔다. 후자의 경우에, 이 서식 분포는 검은머리카푸친(C. apella)에 둘러싸여 있어, 이들의 분류학적 지위가 맞는지 의심스럽게 한다.

## 아종
- S. l. libidinosus
- S. l. pallidus
- S. l. paraguayanus
- S. l. juruanus